# Андроник, Максим Георгиевич
Максим Георгиевич Андроник (рум. Maxim Andronic; 20 февраля 1979) — молдавский и российский футболист, защитник, полузащитник.
В течение шести сезонов выступал в высшем дивизионе чемпионата Молдавии. В 2010 играл за клуб восточной зоны второго российского дивизиона «Сибиряк» Братск — выходил в 6 матчах первенства и 2 матчах Кубка России.
Имеет двойное гражданство.
В сезоне-2018/19 — игрок первенства Красноярска по мини-футболу..